# Projeção (psicologia)
Em psicologia, projecção é um mecanismo de defesa no qual os atributos pessoais de determinado indivíduo, sejam pensamentos inaceitáveis ou indesejados, sejam emoções de qualquer espécie, são atribuídos a outra(s) pessoa(s). De acordo com Tavris Wade, a projecção psicológica ocorre quando os sentimentos ameaçados ou inaceitáveis de determinada pessoa são reprimidos e, então, projetados em alguém ou algo.
A projecção psicológica reduz a ansiedade por permitir a expressão de impulsos inconscientes, indesejados ou não, fazendo com que a mente consciente não os reconheça. Um exemplo de tal comportamento pode ser o de culpar determinado indivíduo por um fracasso próprio. Em tal caso, a mente evita o desconforto da admissão consciente da falta cometida, mantém os sentimentos no inconsciente e projecta, assim, as falhas em outra(s) pessoa(s) ou algo.
A teoria foi desenvolvida por Sigmund Freud e posteriormente refinada por sua filha Anna Freud e, por conta de tal ação, ela também é chamada de "Projecção Freudiana" em certas literaturas.

## Precedentes históricos
Um precursor importante na formulação do princípio da projecção foi Giambattista Vico e uma formulação anterior pode ser encontrada no escritor grego Xenófanes (c.c. 570 – c. 475 a.C.), que observou que "os deuses do etíopes eram inevitavelmente negros com narizes achatados, enquanto os dos trácios eram loiros com olhos azuis." Em 1841, Ludwig Feuerbach, foi o primeiro a empregar este conceito como a base para uma crítica sistemática da religião.

## Definição
Segundo Freud, a projecção é um mecanismo de defesa psicológico em que determinada pessoa "projecta" seus próprios pensamentos, motivações, desejos e sentimentos indesejáveis numa ou mais pessoas. Para alguns psicanalistas e psicólogos trata-se de um processo muito comum que todas as pessoas utilizam em certa medida. Peter Gay define projecção como "a operação de expulsar os sentimentos ou desejos individuais considerados totalmente inaceitáveis, ou muito vergonhosos, obscenos e perigosos, atribuindo-os a outra pessoa."
Para entender o processo, podemos considerar uma pessoa que tem pensamentos de infidelidade durante um relacionamento. Em vez de lidar com tais pensamentos indesejáveis de forma consciente, o indivíduo os projecta de forma inconsciente no outro, e começa a acreditar que o outro é que tem pensamentos de infidelidade ou, até mesmo, que ele/ela tem outros "casos". Nesse sentido, a projecção psicológica está relacionada com a recusa, que é o único mecanismo de defesa mais primitivo que a própria projecção. Como todos os mecanismos de defesa, a projecção psicológica fornece uma função para que a pessoa possa proteger sua mente consciente de um sentimento que, de outra forma, seria repugnante.
Compartimentação, divisão e projeção são formas em que o ego continua a fingir que está totalmente no controle em todos os momentos, quando, na realidade, se trata da experiência humana de transferir modos de agir e/ou motivos instintivos e emocionais, com os quais o "eu" não concorda. Ademais, é comum, no trauma profundo, os indivíduos não serem capazes de acessar memórias verdadeiras, ou intenções e experiências, mesmo sobre sua própria natureza, porque a projecção é a sua única ferramenta de uso.

## Usos históricos
O filósofo Ludwig Feuerbach estabeleceu paralelos entre sua teoria da religião com a ideia de projeção psicológica, escrevendo que a ideia de uma divindade antropomórfica trata-se de uma projeção dos medos e ansiedades dos homens.
Robert Bly escreveu Um Pequeno Livro na Sombra Humana" totalmente baseado na ideia de projeção. A "Sombra"—termo usado na psicologia analítica junguiana para descrever uma variedade de projeções psicológicas—refere-se a "projeção material". Marie-Louise von Franz ampliou o conceito de projeção para descobrir fenômenos sobre mitologia em seu Padrões de Criatividade Espelhados nos Mitos de Criação, em que ela escreve: "...onde quer que saibam quando a realidade pára, onde tocam o desconhecido, eles projetam uma imagem de arquétipo."

## Contraprojeção
Quando se aborda o trauma psicológico o mecanismo de defesa é, por vezes, contraprojeção, incluindo a obsessão de continuar e manter-se numa situação recorrente do trauma e a obsessão compulsiva com a percepção do autor do trauma ou sua projecção.
Carl Gustav Jung escreveu que "todas as projeções provocam contraprojeção quando o objeto está inconsciente da qualidade projetada pelo sujeito."
O conceito havia sido antecipado por Friedrich Nietzsche:
"Aquele que luta com monstros deve acautelar-se para não tornar-se também um monstro. Pois quando se olha muito tempo para um abismo, o abismo também olha para você."